# Stelling van Pitot

a + c = b + d

De stelling van Pitot is een stelling in de meetkunde genoemd naar de Franse ingenieur Henri Pitot, die er in 1725 het bewijs voor gaf. De stelling zegt dat in een vierhoek, die omgeschreven ligt aan een cirkel, de som van de lengtes van de zijden aan tegenoverliggende kanten dezelfde is. De stelling volgt uit het feit dat de twee lijnstukken vanuit een hoekpunt tot de twee raakpunten aan de cirkel even lang zijn. Jakob Steiner bewees in 1846 de omgekeerde stelling: als de sommen gelijk zijn, dan bestaat er een ingeschreven cirkel.